# Южно-Якутский гидроэнергетический комплекс
Южно-Якутский гидроэнергетический комплекс (ЮЯГЭК) — комплекс перспективных ГЭС в Южной Якутии, на реках Учур, Тимптон, Алдан и Олёкма.

## Общие сведения
Согласно проектным проработкам, комплекс должен включать 9 ГЭС общей мощностью более 9000 МВт, среднегодовой выработкой около 40 млрд кВт·ч. Первоочередными считаются Средне-Учурская, Учурская, Иджекская, Нижне-Тимптонская ГЭС, общей мощностью 5002 МВт и среднегодовой выработкой 23,42 млрд кВт·ч. Характеристики отдельных ГЭС и проектные решения находятся в стадии обсуждения. С целью удешевления и ускорения строительства планируется унификация проектных решений, в частности, типа плотин. Ниже приводятся характеристики некоторых проектируемых ГЭС.

## Учурские ГЭС
Расположены на реке Учур, притоке реки Алдан.
- Средне-Учурская ГЭС

Мощность ГЭС — 3330-3700 МВт, среднегодовая выработка — 15-17 млрд кВт·ч. Плотина каменно-набросная, высотой 180 м. В здании ГЭС должны быть размещены 8 гидроагрегатов мощностью по 416,25 МВт. Рассматривался вариант ГЭС с мощностью 3240 МВт (6×540 МВт) и среднегодовой выработкой 14,5 млрд кВт·ч.
- Учурская ГЭС (Нижне-Учурская ГЭС)

Мощность ГЭС — 360 МВт, среднегодовая выработка — 2,2 млрд кВт·ч. Рассматривался вариант ГЭС с мощностью 820 МВт и среднегодовой выработкой 3,7 млрд кВт·ч. Является контррегулятором Средне-Учурской ГЭС.

## Тимптонские ГЭС
Расположены на реке Тимптон, притоке реки Алдан.
В советское время были выполнены проработки разных вариантов Тимптонских ГЭС. В частности, существовали проекты Иджекской ГЭС (мощность ГЭС — 1060 МВт, среднегодовая выработка — 4,77 млрд кВт·ч; в здании ГЭС должны быть установлены 4 гидроагрегата мощностью по 265 МВт), Нижне-Тимптонской ГЭС (мощность ГЭС — 247 МВт, среднегодовая выработка — 1,48 млрд кВт·ч; является контррегулятором Иджекской ГЭС), Канкунская ГЭС (Тимптонская ГЭС), мощностью 1070 МВт.
ОАО «Всероссийский научно-исследовательский институт гидротехники имени Б. Е. Веденеева» по заказу ОАО «Южно-Якутский гидроэнергетический комплекс» в конце 2006 выполнил проектные проработки по двум вариантам каскада Тимптонских ГЭС.
Каскад включает в себя Нижне-Тимптонскую ГЭС и Канкунскую ГЭС, мощностью соответственно 930 и 1200 (или 1000) МВт, среднемноголетняя выработка — 4865 и 3800 млн. квт*ч. Площадь водохранилищ — 400 кв.км, объем — 20 куб. км. Стоимость строительства — 125 млрд руб. Планируемый срок строительства — 12 лет.

## Олёкминские ГЭС
Расположены на реке Олёкма, притоке реки Лена. Включают Олёкминскую и Нижнеолекминскую ГЭС, мощностью соответственно 1500-2000 МВт и 230 МВт, со среднемноголетней выработкой 6700-7600 и 1000 млн квт*ч.

## Алданские ГЭС
Известно о проекте Верхнеалданской ГЭС (Верхне-Алданской ГЭС). Створ ГЭС находится в 1775 км от устья р. Алдан. Мощность ГЭС — 1000-1250 МВт, среднегодовая выработка — 4,5-5,4 млрд кВт·ч. В здании ГЭС должны быть установлены 5 гидроагрегатов мощностью по 200 МВт. Строительство ГЭС включено в утвержденную в марте 2008 года «Генеральную схему размещения объектов гидроэнергетики до 2020 года» (максимальный вариант), с планируемым сроком ввода в 2016—2020 годах. Проработка проекта находится на начальной стадии.

## Экономическое значение
Комплекс ГЭС должен решить следующие задачи:
- Экспорт электроэнергии в Китай, а также, возможно, в Южную Корею и Японию. Только Китай заинтересован в закупке в России не менее 50—60 млрд кВт·ч ежегодно;
- Обеспечение надежного энергоснабжения Дальнего Востока России;
- Обеспечение энергоснабжения перспективных проектов разработки полезных ископаемых в Южной Якутии, в частности, Эльгинского месторождения угля;
- Обеспечение электроэнергией перспективных энергоемких производств, в частности, алюминиевых заводов.

Стоимость строительства первоочередных ГЭС ЮЯГЭК оценивается в $8 млрд.
ГЭС ЮЯГЭК проектируются институтом «Гидропроект»

## Экологические проблемы
Проектируемые ГЭС располагаются в горно-лесистой незаселенной местности. Затапливаемые сельхозугодия (около 3 тыс. га) представлены неиспользуемыми оленьими пастбищами. Реки не имеют рыбопромыслового значения, по ним нет судоходства и лесосплава. Таким образом, считается, что вред окружающей природной среде в результате создания ГЭС будет минимальным.

## История
Идеи строительства ГЭС на реках южной Якутии возникли не позднее 1960-х годов. Однако плохая транспортная доступность участков строительства и отсутствие потребности в таких объемах электроэнергии препятствовали их реализации. В середине 1980-х началось проектирование первоочередных ГЭС Южно-Якутского гидроэнергокомплекса. Начало строительства ГЭС планировалось на 1990-е годы. Ухудшение экономического состояния страны сделало этот проект неактуальным.
К началу 2000-х интерес к проекту вновь появился. ЮЯГЭК заинтересовалось ОАО «ГидроОГК», дочерняя компания РАО «ЕЭС», ведущего активные переговоры с Китаем о поставке больших объемов электроэнергии. ЮЯГЭК стал рассматриваться как один из наиболее перспективных объектов строительства. Проект активно поддерживается властями республики Якутия, а также, по некоторым сведениям, имеет поддержку Президента России — в частности, в перечне поручений президента Российской Федерации Владимира Путина, направленных на социально-экономическое развитие Якутии, отдельным пунктом значится принятие мер для «опережающего развития энергетической инфраструктуры региона, включая подготовку технико-экономических обоснований сооружения Южно-Якутского гидроэнергетического комплекса».
27 июня 2006 делегация ОАО «ГидроОГК» во главе с Председателем Правления компании Вячеславом Синюгиным посетила Республику Якутия. В ходе визита состоялось совещание с участием Президента Республики Якутия Вячеславом Штыровым, посвященное перспективам строительства ЮЯГЭК. По его итогам Вячеслав Штыров подписал разрешение для ОАО «ГидроОГК» на начало проведения проектно-изыскательских работ, необходимых для реализации проекта ЮЯГЭК. Состоялся также совместный облет перспективных створов будущих ГЭС на якутских реках Тимптон, Учур и Алдан. В соответствии с инвестиционной программой ОАО «ГидроОГК» в 2006 году проектно-изыскательские работы по ЮЯГЭК были профинансированы в объеме свыше 400 млн руб. В конце 2006 было создано ОАО «Южно-Якутский гидроэнергетический комплекс». Финансирование проектно-изыскательских работ по ГЭС включено в инвестиционную программу ГидроОГК на 2007. Строительство Канкунской ГЭС включено в заявку на выделение средств из Инвестиционного фонда России по теме «Комплексное развитие Южной Якутии», 10 июня 2007 года заявка была одобрена, в 2007—2009 годах на подготовку проектно-сметной документации по ГЭС из федерального бюджета будет выделено 2,25 млрд руб. В 2007 было принято принципиальное решения о начале реализации проекта, ОАО «ГидроОГК» запланировало финансирование проектных работ на этот год в объеме 400 млн руб. В 2008 году были выполнены инженерно-геологические и геофизические изыскания для обоснования инвестиций (стадия ОБИН) для выбора створов двух первоочередных ГЭС на реке Тимптон, разворот строительных работ был запланирован на 2010 год, ввод первых гидроагрегатов возможен в 2015, окончание строительства всего комплекса ГЭС — 2030 год. Однако строительство так и не было начато: проект был заморожен на неопределённое время.
В декабре 2022 года Канкунская ГЭС была включена в Генеральную схему размещения объектов электроэнергетики до 2035 года. Мощность станции указана равной 1000 МВт, ввод в эксплуатацию запланирован на 2031—2035 годы.